# La Jard
La Jard är en kommun i departementet Charente-Maritime i regionen Nouvelle-Aquitaine i västra Frankrike. Kommunen ligger  i kantonen Saintes-Est som ligger i arrondissementet Saintes. År 2022 hade La Jard 427 invånare.

## Befolkningsutveckling
Antalet invånare i kommunen La Jard
Referens:INSEE